# Pietro Fortunato Muraro
Pietro Fortunato Muraro (Longare, 28 febbraio 1928 – Roma, 24 settembre 2006) è stato un generale italiano.

## Carriera
Ha frequentato l'Accademia Militare di Artiglieria e Genio.
Comandi retti:
- 33º Reggimento Artiglieria della Divisione Folgore.
- Scuola Artiglieria.
- Divisione corazzata "Centauro".
- Regione Militare Nord – Est
- III Corpo d'armata.

In qualità di Generale di Divisione: coordinatore al Centro Alti Studi della Difesa.
Incarichi di Stato Maggiore presso:
- Comando del V Corpo d'armata
- Stato Maggiore dell'Esercito quale:
  - Capo Sezione Regolamenti,
  - Capo Ufficio Addestramento e Regolamenti ed infine
  - Capo del III Reparto.

Dal settembre 1983 ha assunto la carica di Direttore Generale della Motorizzazione Militare,
mantenendola sino al 28 febbraio 1986 per subentrare al comando della Regione Nord – Est e
successivamente a quello del III Corpo d'armata. Da luglio a settembre 1987 ha coordinato l'intervento dell'Esercito per l'emergenza in Valtellina, ed è stato membro del Comitato di Coordinamento Valtellina. Il 19 aprile 1988 cede il comando del III Corpo d'armata per reggere l'incarico di Ispettore dell'Arma di Artiglieria per la difesa NBC. Il 1º marzo 1989 è stato nominato Presidente del Consiglio Superiore delle Forze Armate, mantenendo pure l'incarico di Ispettore dell'Arma di Artiglieria per la difesa NBC.

## Altro
- Vicepresidente dell'UNUCI dal 15 febbraio 1993.
- Presidente dell'UNUCI dal 19 gennaio 1998.
- Nominato Amministratore indipendente nel CdA di DATAMAT SPA